# Cryptoflata soaemis
Cryptoflata soaemis är en insektsart som beskrevs av Ronald Gordon Fennah 1957. Cryptoflata soaemis ingår i släktet Cryptoflata och familjen Flatidae. Inga underarter finns listade i Catalogue of Life.